# Rândunică sudică cu creastă
Rândunică sudică  cu creastă (Stelgidopteryx ruficollis) este o specie de pasăre din familia Hirundinidae. Este foarte asemănătoare cu rândunica nordică cu creastă, Stelgidopteryx serripennis.